# العلاقات البريطانية الفنلندية
العلاقات البريطانية الفنلندية هي العلاقات الثنائية التي تجمع بين المملكة المتحدة وفنلندا.

## مقارنة بين البلدين
هذه مقارنة عامة ومرجعية للدولتين:
| وجه المقارنة                                              | المملكة المتحدة                 | فنلندا                                                                               |
| --------------------------------------------------------- | ------------------------------- | ------------------------------------------------------------------------------------ |
| المساحة (كم2)                                             | 242.50 ألف                      | 338.42 ألف                                                                           |
| عدد السكان (نسمة)                                         | 66.02 مليون                     | 5.52 مليون                                                                           |
| الكثافة السكانية (ن./كم²)                                 | 272.25                          | 16.31                                                                                |
| العاصمة                                                   | لندن                            | هلسنكي                                                                               |
| اللغة الرسمية                                             | لغة إنجليزية، اللغة الويلزية    | اللغة الفنلندية، اللغة السويدية                                                      |
| العملة                                                    | جنيه إسترليني                   | يورو، ماركا فنلندية                                                                  |
| الناتج المحلي الإجمالي (بليون دولار)                      | 2.62 تريليون                    | 251.88 مليار                                                                         |
| الناتج المحلي الإجمالي (تعادل القوة الشرائية) بليون دولار | 2.72 تريليون                    | 231.84 مليار                                                                         |
| الناتج المحلي الإجمالي الاسمي للفرد دولار أمريكي          | 43.88 ألف                       | 42.31 ألف                                                                            |
| الناتج المحلي الإجمالي للفرد دولار أمريكي                 | 40.23 ألف                       | 40.68 ألف                                                                            |
| مؤشر التنمية البشرية                                      | 0.907                           | 0.883                                                                                |
| رمز المكالمات الدولي                                      | +44                             | +358                                                                                 |
| رمز الإنترنت                                              | .uk، .gb                        | .fi                                                                                  |
| المنطقة الزمنية                                           | توقيت غرينيتش، توقيت غرب أوروبا | ت ع م+02:00، ت ع م+03:00، أوروبا/هلسنكي ‏، توقيت شرق أوروبا، توقيت شرق أوروبا الصيفي ‏ |

## مدن متوأمة
في ما يلي قائمة باتفاقيات التوأمة بين مدن بريطانية وفنلندية:
- ترتبط Sherborne [الإنجليزية]‏ مع كاركيلا باتفاقية توأمة.

## منظمات دولية مشتركة
يشترك البلدان في عضوية مجموعة من المنظمات الدولية، منها:
| علم المنظمة | اسم المنظمة                               | تاريخ انضمام المملكة المتحدة | تاريخ انضمام فنلندا |
| ----------- | ----------------------------------------- | ---------------------------- | ------------------- |
|             | وكالة الفضاء الأوروبية                    | 28 مارس 1978                 | 1969                |
|             | بنك التنمية الآسيوي                       | 1966                         | 1966                |
|             | الاتحاد الأوروبي                          | 1973                         | 1995                |
|             | وكالة ضمان الاستثمار متعدد الأطراف        | 12 أبريل 1988                | 28 ديسمبر 1988      |
|             | منظمة التعاون الاقتصادي والتنمية          | 2 مايو 1961                  | 1969                |
|             | الأمم المتحدة                             | 24 أكتوبر 1945               | 14 ديسمبر 1955      |
|             | الوكالة الدولية للطاقة                    | ?                            | ?                   |
|             | الفريق المعني برصد الأرض                  | ?                            | ?                   |
|             | مركز تنسيق الحركة في أوروبا ‏              | ?                            | ?                   |
|             | منظمة حظر الأسلحة الكيميائية              | ?                            | ?                   |
|             | منظمة التجارة العالمية                    | 1995                         | 1995                |
|             | منظمة الشرطة الجنائية الدولية             | ?                            | ?                   |
|             | البنك الإفريقي للتنمية                    | ?                            | ?                   |
|             | منظمة الأمن والتعاون في أوروبا            | 25 يونيو 1973                | 25 يونيو 1973       |
|             | مؤسسة التنمية الدولية                     | 24 سبتمبر 1960               | 29 ديسمبر 1960      |
|             | نظام تحكم تكنولوجيا القذائف               | 1987                         | 1991                |
|             | يونسكو                                    | 4 نوفمبر 1946                | 10 أكتوبر 1956      |
|             | مجلس أوروبا                               | 5 مايو 1949                  | 5 مايو 1989         |
|             | الاتحاد البريدي العالمي                   | ?                            | ?                   |
|             | البنك الدولي للإنشاء والتعمير             | 27 ديسمبر 1945               | 14 يناير 1948       |
|             | اتفاقية السماوات المفتوحة                 | ?                            | ?                   |
|             | المنظمة الهيدروغرافية الدولية             | ?                            | ?                   |
|             | المرصد الأوروبي الجنوبي                   | 2002                         | 2004                |
|             | الاتحاد الدولي للاتصالات                  | 24 فبراير 1871               | 1 سبتمبر 1920       |
|             | مؤسسة التمويل الدولية                     | 20 يوليو 1956                | 20 يوليو 1956       |
|             | المنظمة الأوروبية لسلامة الملاحة الجوية   | 1960                         | 2001                |
|             | المركز الدولي لتسوية المنازعات الاستشارية | 18 يناير 1967                | 8 فبراير 1969       |
|             | مجموعة أستراليا                           | 1985                         | 1991                |
|             | مجموعة الموردين النوويين                  | ?                            | ?                   |

## أعلام
هذه قائمة لبعض الشخصيات التي تربطها علاقات بالبلدين:
- أليس توماس أليس (روائية من المملكة المتحدة، 9 سبتمبر 1932[30][31][32] – 8 مارس 2005[30][31][32])
- أليسون بايلز (دبلوماسية من المملكة المتحدة، 6 أبريل 1949 – 29 أبريل 2016)
- ريتشارد هال (رسام سويدي، 18 أبريل 1860[33][34][35] – 1943[33][34][35])
- كارل جينكنسون (لاعب كرة قدم إنجليزي، 8 فبراير 1992[36] – )

## وصلات خارجية
- موقع وزارة الخارجية البريطانية
- موقع وزارة الخارجية الفنلندية